# Galeazzo Malatesta
Pour les articles homonymes, voir Malatesta.
Galeazzo Malatesta (Pesaro, 1385, – Florence, 1461) était un condottiere italien et seigneur de Pesaro et Fossombrone. Incapable de faire suffisamment de butin, il s'endetta au point de perdre tous ses fiefs et se retira définitivement à Florence dès 1448.

## Biographie
Galeazzo Malatesta, fils aîné de Malatesta IV Malatesta (dit Malatesta dei Sonetti) et Elisabetta da Varano, était surnommé l’inetto (« l’incapable ») en raison de son prétendu manque de courage car, contrairement à la plupart des membres de sa famille, il faisait souvent appel à des mercenaires.
En 1405, il épousa Battista da Montefeltro, fille d'Antoine II de Montefeltro.
En 1413, avec son père, il participa à l'attaque de Capodimonte, près d'Ancône. Le 7 octobre de l'année suivante, il tenta sans succès de s'emparer de ce port.
En 1416, avec son cousin Carlo I Malatesta il participa à la bataille de Sant'Egidio où ils furent faits prisonniers. Une fois libéré, Galeazzo suivit son père dans d'autres batailles jusqu'en 1429, année de la mort de son père auquel il succéda comme podestat de Pesaro. En 1430, il soutint les rebelles de Rimini contre leur seigneur, son cousin Sigismond Malatesta. 
En 1431, à cause de son mauvais gouvernement il fut évincé de Pesaro avec son frère Carlo et se réfugia à Venise. 
Après une série de batailles contre les forces pontificales, il reprit Pesaro en 1433.
En 1441, il prit à sa solde Frédéric III de Montefeltro afin de défendre Pesaro et Fossombrone, attaquées par son cousin Sigismond Malatesta.
Galeazzo fut continuellement menacé par Rimini et à cause des dettes contractées avec d'autres condottieres, il vendit en 1444 Pesaro à Alessandro Sforza contre la somme de 20 000 florins, puis en 1445 Fossombrone à Frédéric III de Montefeltro pour 13 000 florins, s'attirant les foudres du seigneur de Rimini et la papauté : cela lui valut l’excommunication.
En 1448, il fit la paix avec ses cousins Sigismond et Domenico, lesquels l'encouragèrent à attaquer Pesaro, mais sa tentative fut déjouée par l’intervention de la république de Florence. 
Cet échec l'incita à se retirer à Florence, dont il devint citoyen. Le 20 juillet 1449 il épousa en secondes noces Maria Maddalena, fille de Cambio di Perino de' Medici alors âgée de dix neuf ans. 
Galeazzo mourut à Florence en 1461, sans héritier, ce qui provoqua l'extinction de la branche des Malatesta de Pesaro.